# Bandy i Serbien
Lag finns i Kragujevac och Subotica. Man har hemgjorda men reglementsenliga mål, dock inte en fullstor plan.

## Historia
Serbien blev 2006 medlemmar i det internationella bandyförbundet "Federation of International Bandy".